# Bartolomé Montalvo
Bartolomé Montalvo – hiszpański malarz martwych natur i pejzaży.
Studiował w Królewskiej Akademii Sztuk Pięknych św. Ferdynanda w Madrycie, jego mistrzem był Zacarías González Velázquez. Prawdopodobnie studiował także we Włoszech. W 1816 roku został nadwornym malarzem króla Ferdynanda VII. Specjalizował się w martwych naturach i pejzażach, które malował w tradycyjnym XVII-wiecznym stylu. Namalował serię pejzaży i marin przeznaczonych do dekoracji Eskurialu.

## Wybrane dzieła
- Bodegón de caza
- Bodegón: cabeza de ternera, pescados y frutas
- Bodegón de pescado
- Besugo